# 栗颊噪鹛
栗颊噪鹛（学名：Garrulax castanotis），是画眉科噪鹛属的一种，分布于老挝、中国大陆和越南。该物种的保护状况被评为无危。
栗颊噪鹛的栖息地包括亚热带或热带的湿润低地林和亚热带或热带的湿润山地林。